# اجاق‌کندی (خداآفرین)
اجاق‌کندی یکی از روستاهای استان آذربایجان شرقی است که در دهستان بسطاملو شهرستان خداآفرین می‌باشد.

## جمعیت
تعداد خانوار ۷۰ میباشد. از شمال به روستای کوسالار و از غرب به بالبکلو و از شرق به قوتورلار و از جنوب به قرباچانلو منتهی می‌شود.

## شغل
نزدیک ۲۵۰ خانوار از این روستا به علت نبود شغل و درآمد کافی در روستا به شهرستان های مراکز استان های مختلف کوچ کردند. وشغل ساکنان دامداری وکشاورزی میباشد وعمده درامد وممر زندگی ساکنان ازاین طریق تامین میشود.